# Aurochs (U-Boot)
Die Aurochs, auch HMS Aurochs (Schiffskennung: P426, später S62), war ein U-Boot der Amphion-Klasse des Submarine Service der Royal Navy. Sie wurde am 21. Juni 1944 in der Werft von Vickers-Armstrong in Barrow-in-Furness, der einzigen U-Boot-Werft Großbritanniens, auf KIel gelegt, lief am 28. Juli 1945 vom Stapel und wurde am 7. Februar 1947 fertiggestellt. Wie bei allen Booten der Amphion-Klasse beginnt ihr Name mit dem Buchstaben A. Sie ist nach dem Auerochsen (Bos primigenius) benannt, einem ausgestorbenen eurasischen Wildochsen, von dem die Hausrinder abstammen und der oft in der Höhlenmalerei und Heraldik dargestellt wird.

## Aufbau
Wie alle U-Boote der Amphion-Klasse hatte die Aurochs eine Verdrängung von 1.360 Tonnen an der Oberfläche und 1.590 Tonnen unter Wasser. Sie hatte eine Gesamtlänge von 89,46 m, eine Breite von 6,81 m und einen Tiefgang von 5,51 m. Angetrieben wurde das U-Boot von zwei Admiralty-ML-Achtzylinder-Dieselmotoren mit einer Leistung von jeweils 2.150 PS (1.600 kW). Es enthielt auch vier Elektromotoren mit einer Leistung von jeweils 625 PS (466 kW), die zwei Wellen antrieben. Es konnte maximal 219 Tonnen Diesel bunkern, nahm aber normalerweise zwischen 159 und 165 Tonnen auf.
Das U-Boot hatte eine maximale Oberflächengeschwindigkeit von 18,5 Knoten (34,3 km/h) und eine Unterwassergeschwindigkeit von 8 Knoten (15 km/h). Getaucht konnte es 90 Seemeilen (170 km) mit 3 Knoten (5,6 km/h) oder 16 Seemeilen (30 km) mit 8 Knoten (15 km/h) fahren. Aufgetaucht war es in der Lage, 15.200 Seemeilen (28.200 km) mit 10 Knoten (19 km/h) oder 10.500 Seemeilen (19.400 km) mit 11 Knoten (20 km/h) zurück zu legen. Die Aurochs war mit zehn Torpedorohren (21 Zoll, 53,3 cm), einem 10,2-cm-Schiffsgeschütz (QF, 4 Zoll, Mk XXIII), einer 2,0-cm-Maschinenkanone von Oerlikon und einem britischen Vickers-Maschinengewehr (.303) ausgerüstet. Die Torpedorohre waren an Bug und Heck angebracht, an Bord befanden sich zwanzig Torpedos. Die Besatzung bestand aus sechzig Mann.

## Einsatzgeschichte
Im Jahr 1953 nahm die Aurochs an der Flottenparade teil, um die Krönung von Elisabeth II. zu feiern.
Am 17. Mai 1958 patrouillierte die Auerochs vor Indonesien auf der Molukkensee, als ein unbekanntes Flugzeug sie mit Maschinengewehren beschoss. Das Flugzeug blieb in großer Höhe und an der Auerochs kam es weder zu Verlusten, noch zu Schäden. Die indonesische Regierung von Präsident Sukarno teilte der konservativen Regierung des Vereinigten Königreichs mit, dass die Streitkräfte den Angriff nicht durchgeführt hätten. Das britische Amt des Auswärtigen und des Commonwealth erklärte, es akzeptiere die Zusicherung und gehe davon aus, dass die Rebellen des nördlichen Celebes, wie man damals Sulawesi nannte, den Angriff durchgeführt hätten. Tatsächlich wurden die Permesta-Rebellen in Nord-Sulawesi von einer „Revolutionären Luftwaffe“, AUREV (Angkatan Udara Revolusioner) unterstützt (vergleiche hier). Alle AUREV-Flugzeuge, Munition und Piloten wurden jedoch von der national-chinesischen Luftwaffe oder der CIA geliefert. Zwei CIA-Piloten, William H. Beale und Allen Pope, hatten seit April 1958 mit Douglas-A-26-Invader-Flugzeugen indonesische und ausländische Ziele in der Region angegriffen. Bis zum 17. Mai hatte Beale die Operation eingestellt, aber Pope fuhr fort, Einsätze zu fliegen, bis zu dem Tag, an dem die Aurochs angegriffen wurde. Am 18. Mai, als er versuchte, einen indonesischen Marinekonvoi anzugreifen, wurde er abgeschossen und gefangen genommen.
Abgesehen von der Affray, die 1951 bei einem Unfall gesunken war, war die Aurochs die einzige ihrer Klasse, die nicht modernisiert wurde. Im März 1961 gehörte das U-Boot zu den Schiffen, die vor Nova Scotia an einer kombinierten Marineübung mit der United States Navy teilnahmen.
Die Aurochs wurde 1966 außer Dienst gestellt und kam im Februar 1967 nach Troon zur Verschrottung.